# Miyamoto Musashi
Miyamoto Musashi (Japans: 宮本 武蔵) (1584 – 13 juni 1645) was een legendarische Japanse samoerai.
Zijn volledige naam, Shinmen Musashi No Kami Fujiwara No Genshin, geeft zijn adellijke afkomst en geboortegrond aan. Musashi is een gebied ten zuidwesten van Tokio. De overlevering vertelt dat hij op 13-jarige leeftijd een duel tegen de samoerai Arima Kihei van de Shinto Ryu school voor krijgskunde won. Hierna werd hij een Ronin (zwaardvechter zonder meester of krijgsheer) en belandde tot zesmaal toe in een oorlog. Het meest bekende duel had Musashi in 1612 met Sasaki Kojiro.
Op 50-jarige leeftijd vestigde Musashi zich. 
Aan het eind van zijn leven schreef hij het werk Go Rin No Sho, Het  Boek van Vijf Ringen waarin hij kenjutsu en strategie uitlegt in 5 hoofdstukken die als titel de elementen water, wind, vuur, aarde en leegte hebben.
Musashi staat bekend als 'Kensei' (Zwaardheilige).
In het werk Moesasji van Josjikawa wordt vanuit het perspectief van Musashi een algemeen tijdsbeeld van Japan gegeven. In deze roman zegt men dat zijn naam Shinmen Takezo is; na drie jaren van bezinning in een spooktoren wordt zijn naam veranderd in Miyamoto Musashi, Miyamoto naar zijn geboortestreek, Musashi is een andere manier om zijn naam (Takezo) uit te spreken.

## Literatuur

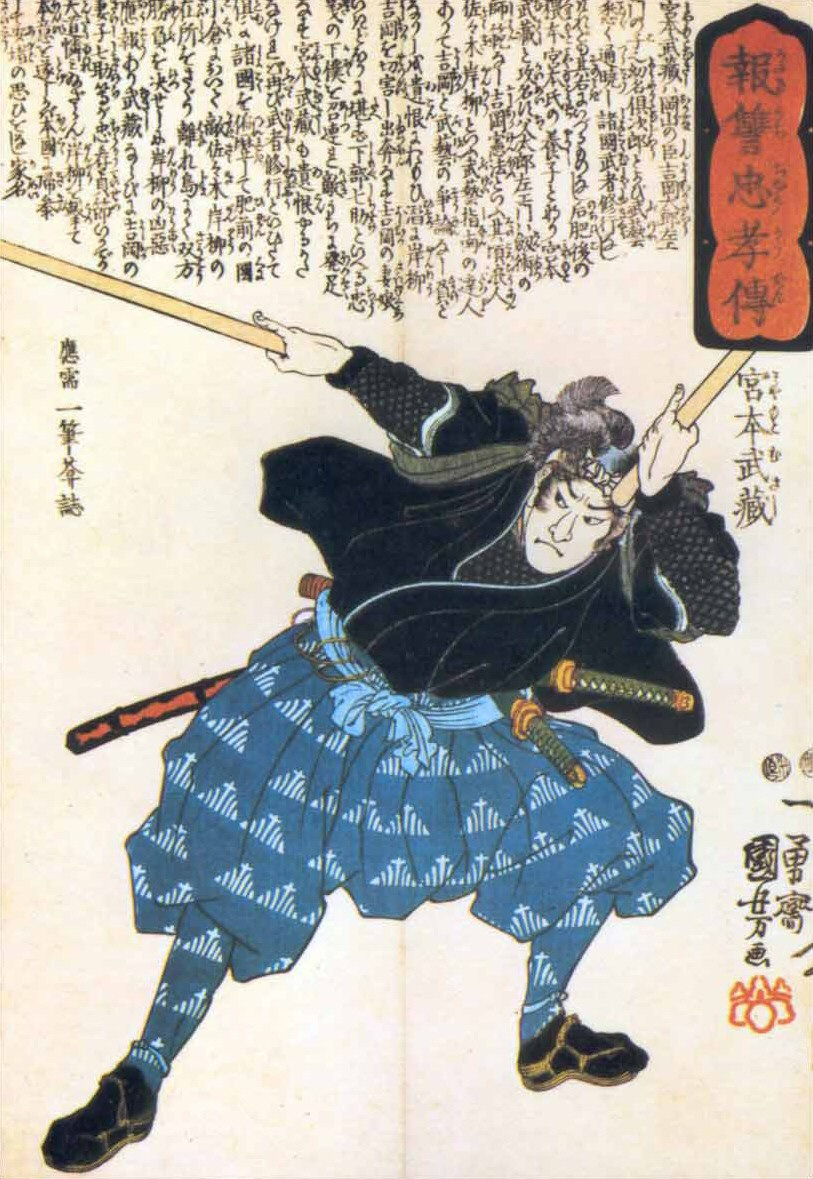
Miyamoto Musashi

## Monument
- Budokan Miyamoto Musashi.
- Monument Lyon-Japan-Japan-Frankrijk Heiho Niten Ichi Ryu.

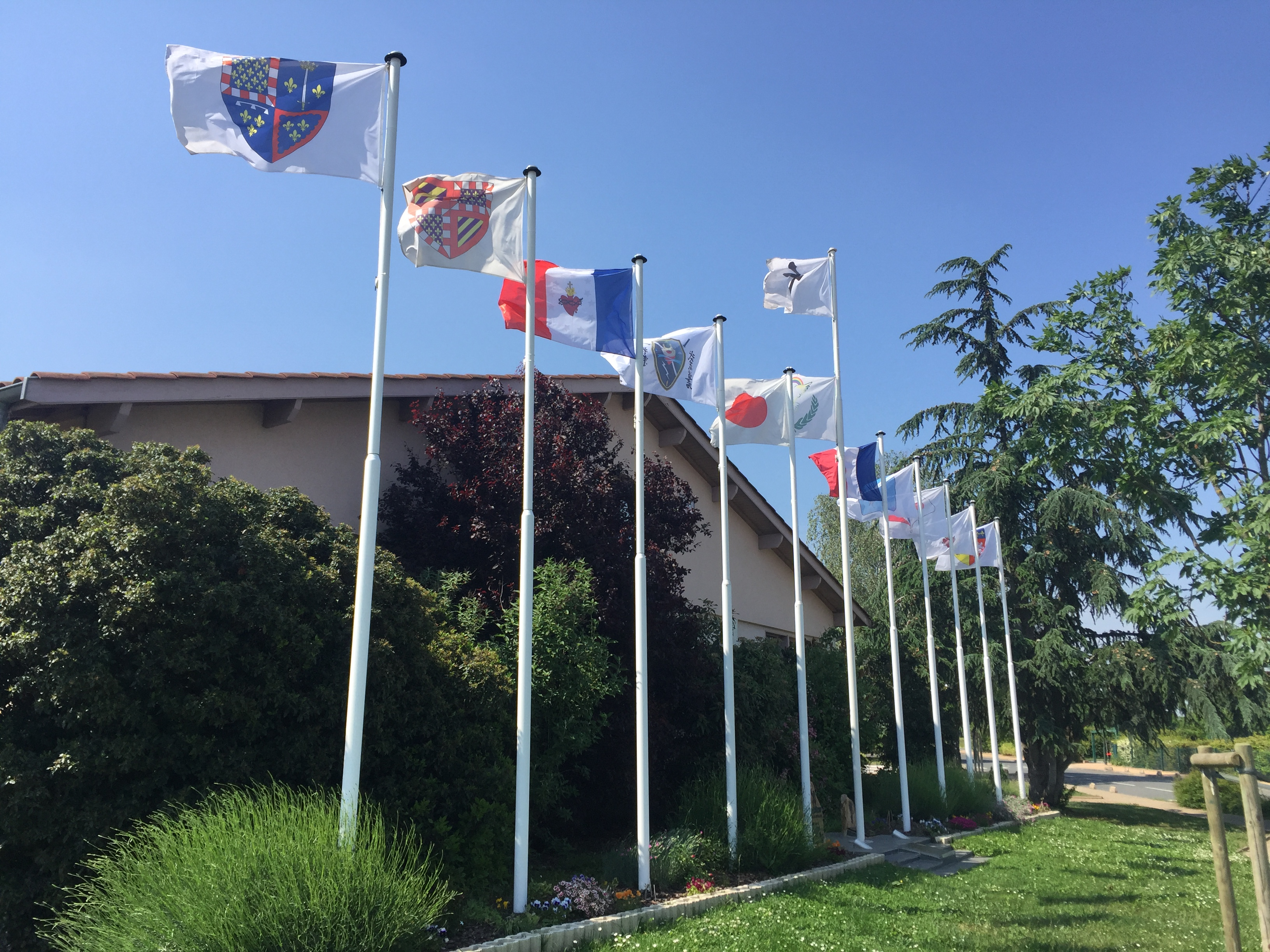
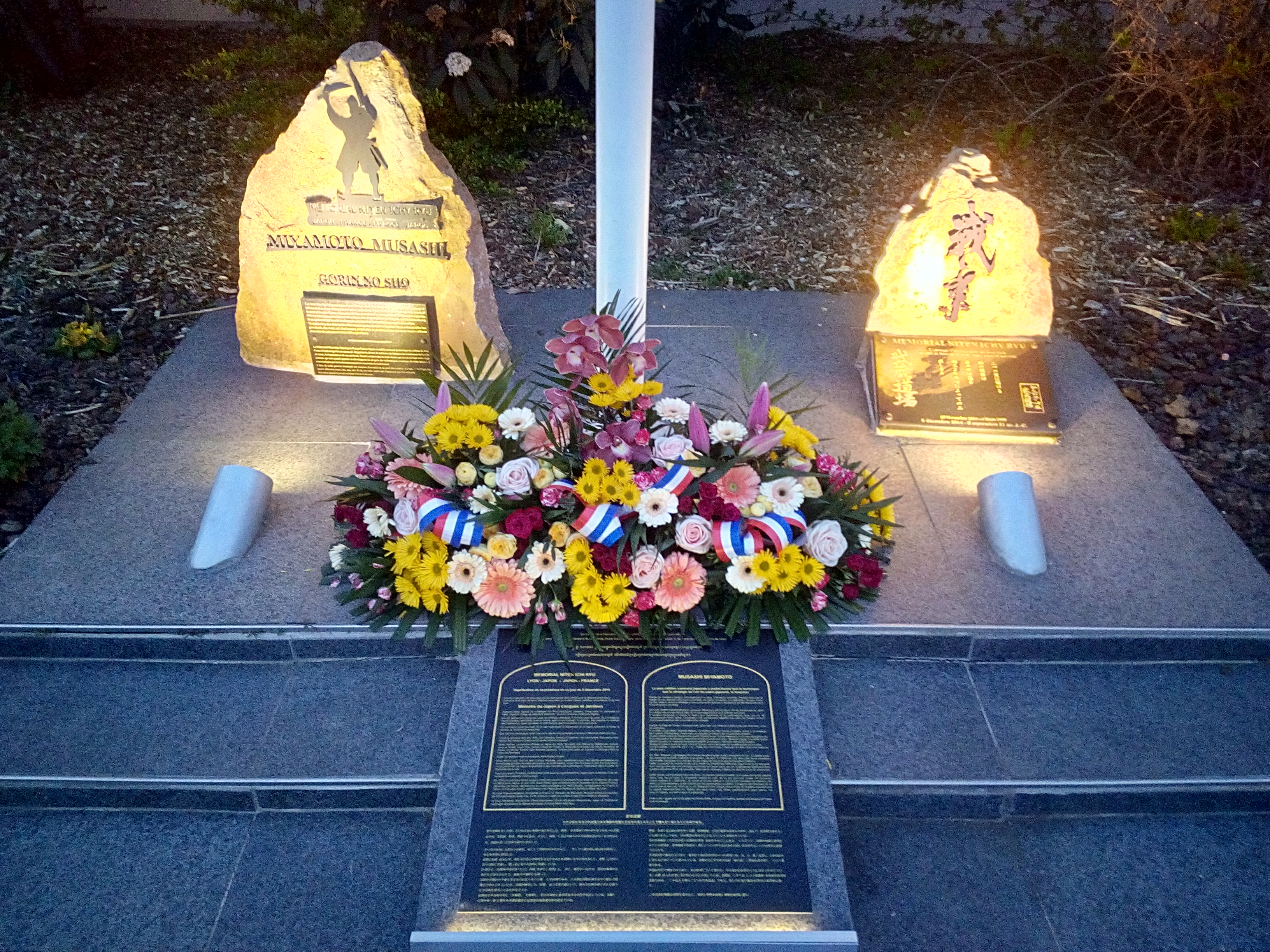
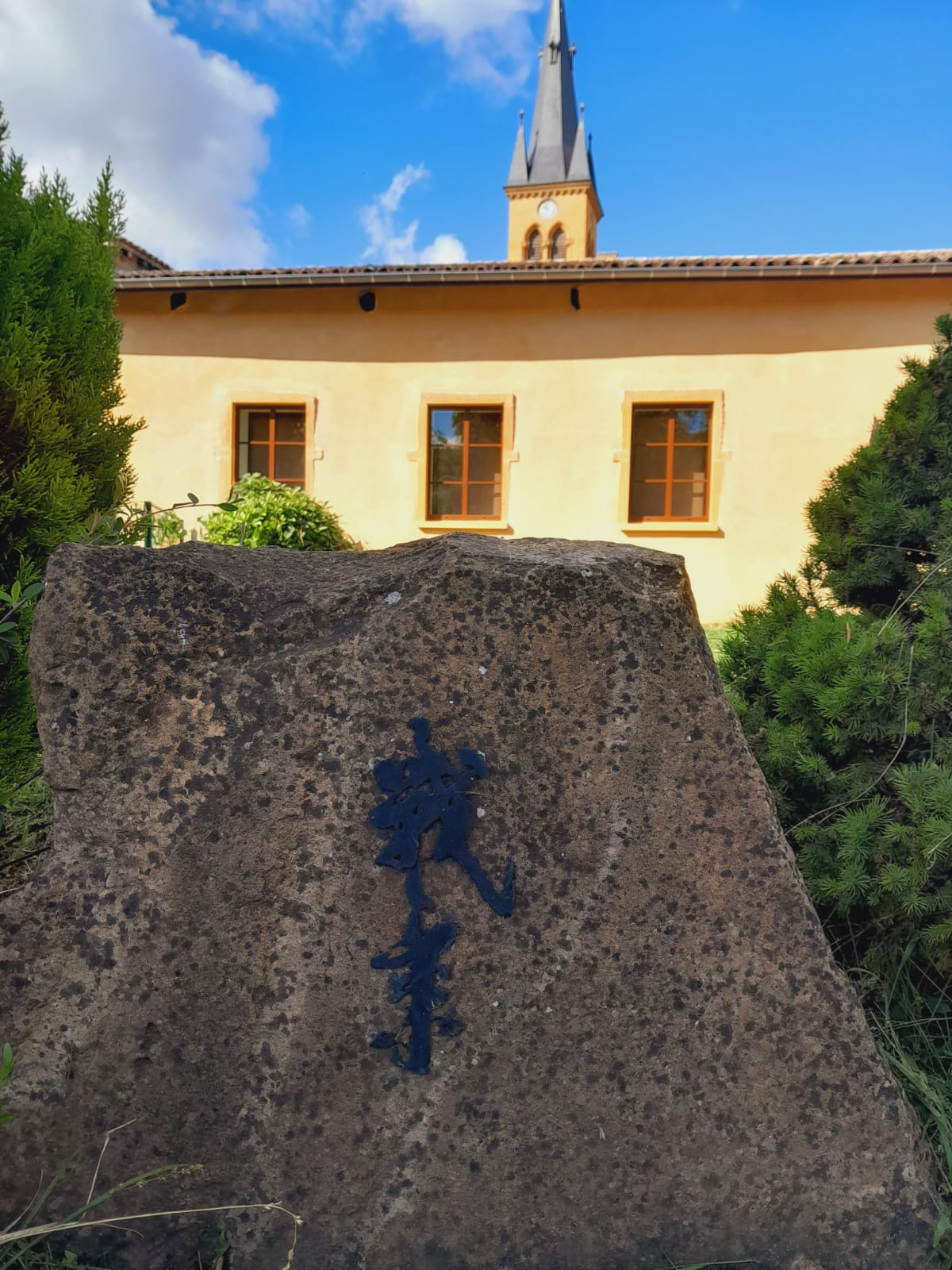
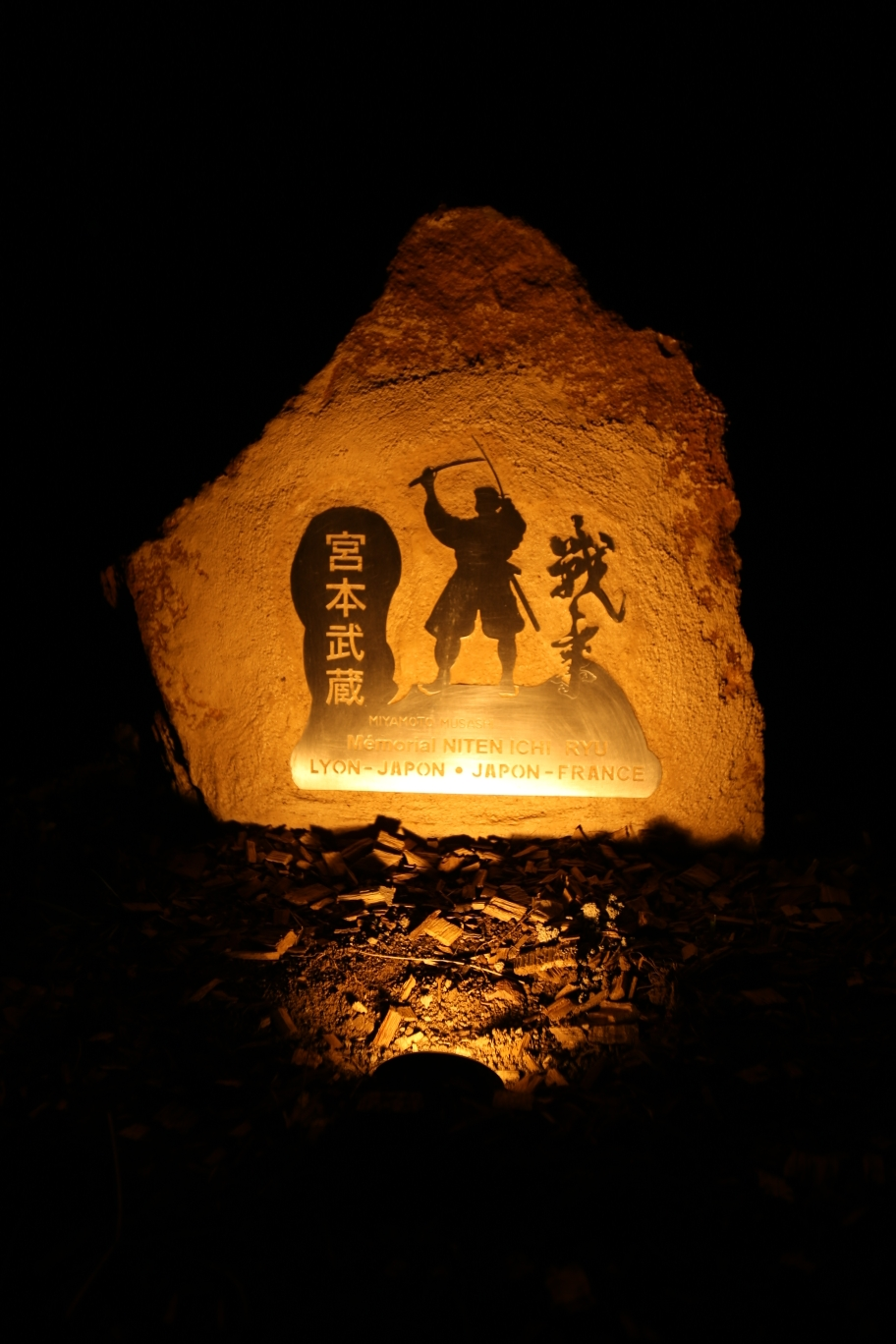
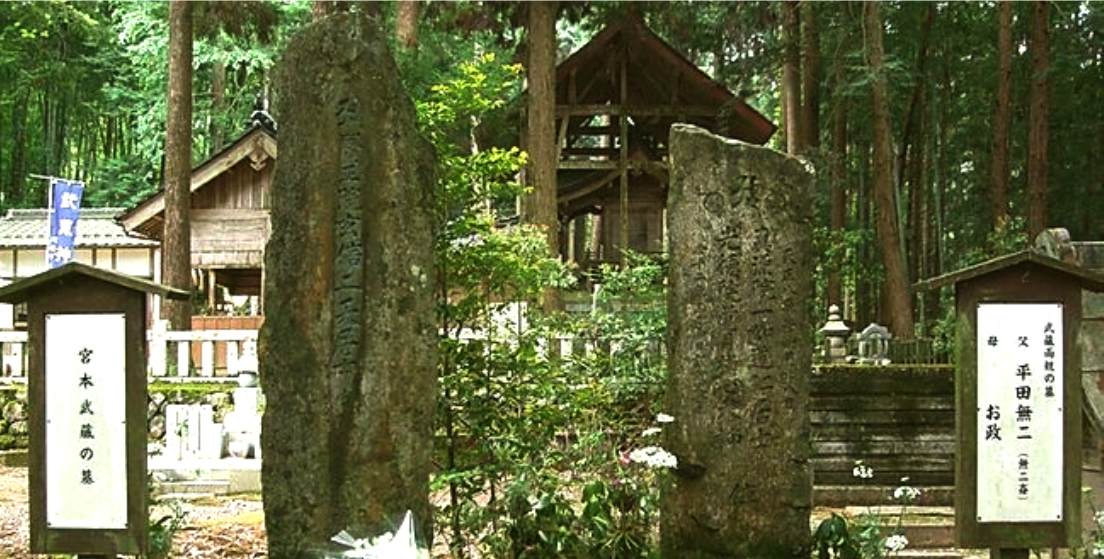
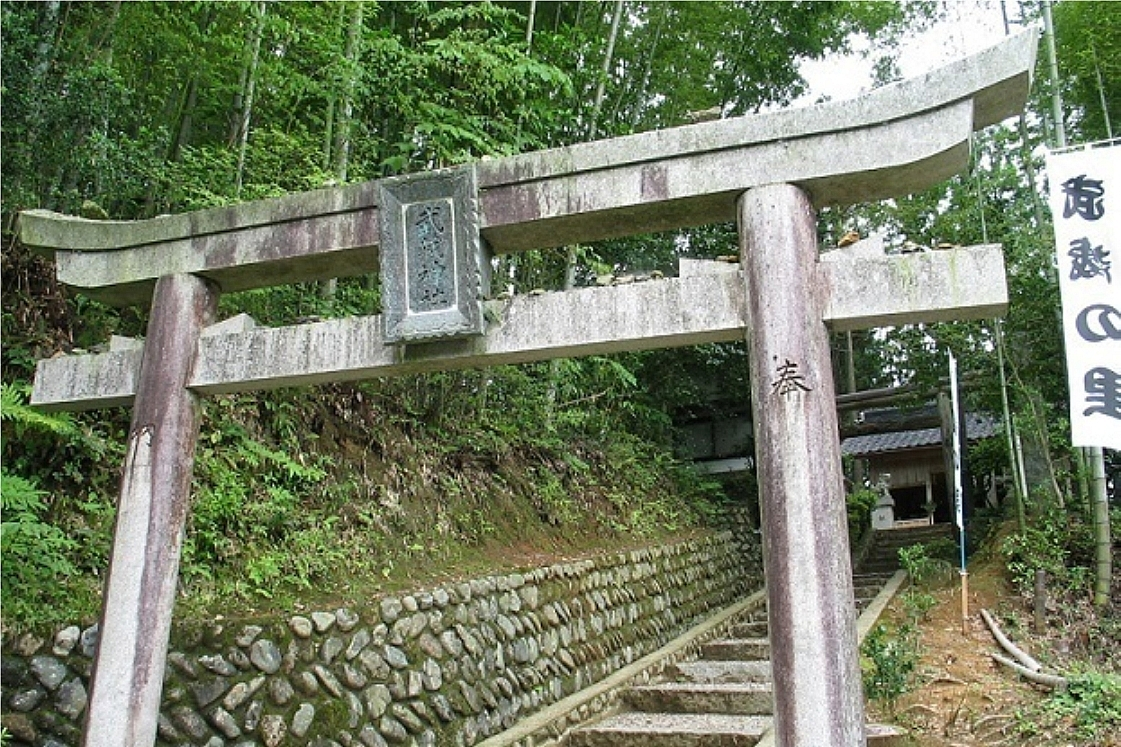

- Pijler van het Bondgenootschap.

- Standbeeld van Miyamoto Musashi.
- Tempel Musashi.